# えひめ中央農業協同組合
えひめ中央農業協同組合（えひめちゅうおうのうぎょうきょうどうくみあい、英称：JA Ehimechuo ）は、愛媛県松山市に本所を置く農業協同組合である。略称はJAえひめ中央。

## 概要

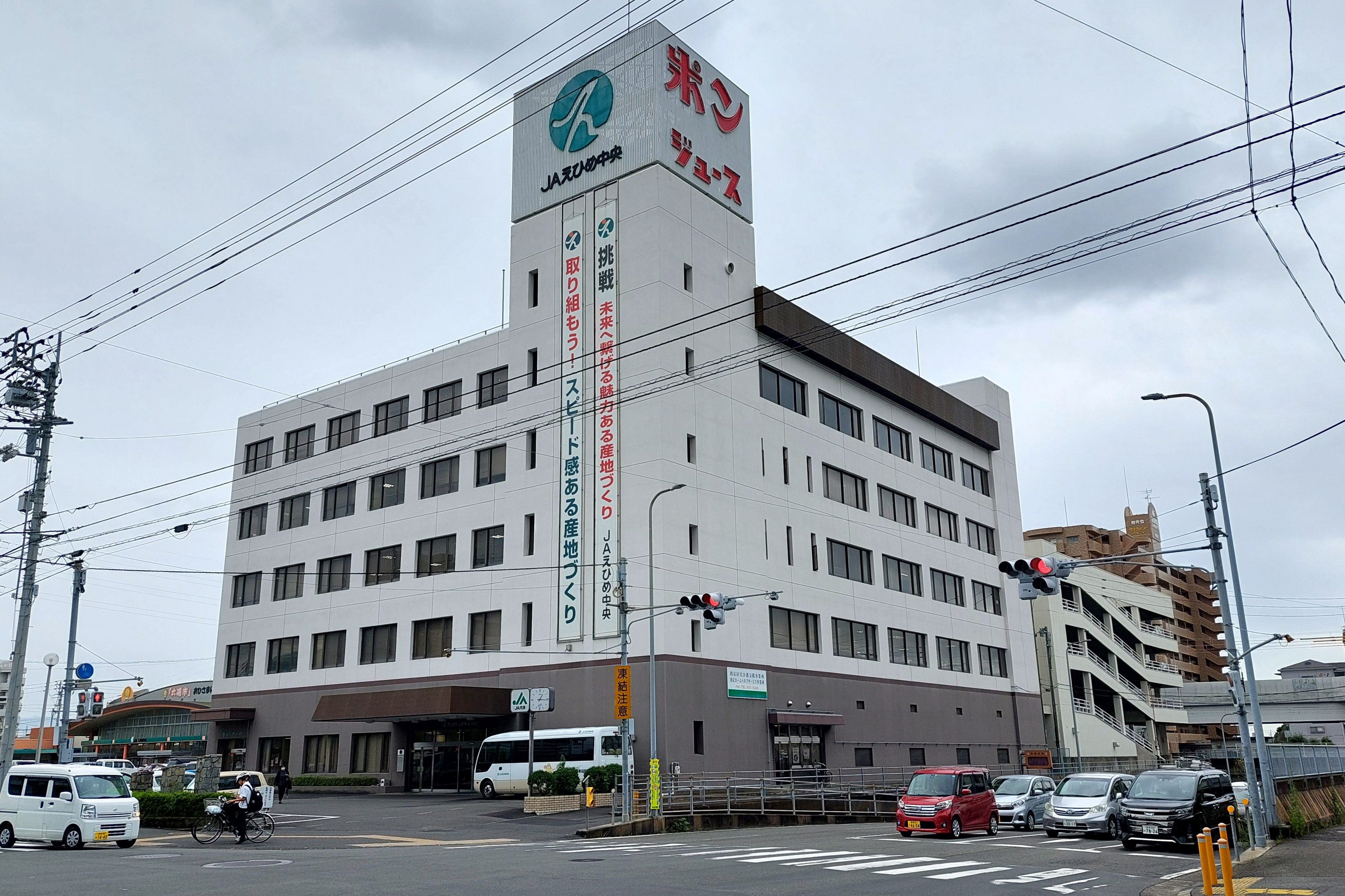
JAえひめ中央本所

## 沿革
- 1999年（平成11年） - 愛媛県中予地区の12JA（温泉青果・松山市垣生・北条市・中島青果・重信町・川内町三内・城南・伊予中山・伊予・南伊予・小田町・伊予園芸）が統合しJAえひめ中央が誕生。
- 2004年（平成16年） - 経営管理委員会制度を導入。
- 2009年（平成21年） - 合併10周年記念式典・感謝祭を開催。

## 管内地域
- 愛媛県松山市
- 愛媛県伊予市
- 愛媛県東温市
- 愛媛県伊予郡砥部町・松前町
- 愛媛県喜多郡内子町の一部

## 管内主要生産物
柑橘
- 伊予柑
- 温州みかん
- 不知火
- 温室みかん

落葉果樹
- キウイ
- ぶどう
- 栗
- 梅
- 桃
- 枇杷
- 柿

米穀
- 米
- 麦

野菜
- タマネギ
- ナス
- ケール
- レタス
- キュウリ
- トマト
- 椎茸
- 一寸蚕豆
- 苺
- 枝豆

花き
- 若松
- 菊
- 百合
- ユーカリ
- シキミ
- デルフィニウム

畜産
- 酪農
- 鶏卵
- 堆肥

## 子会社
- 四国産業株式会社
- 丸温松山中央青果株式会社
- 株式会社伊予連合農協青果